# Adelges lariceti
Adelges lariceti är en insektsart. Adelges lariceti ingår i släktet Adelges och familjen barrlöss. Inga underarter finns listade i Catalogue of Life.